# William Dampier
William Dampier (East Coker, Somerset, 8. lipnja 1652. – London, ožujak 1715.), engleski je pomorac i istraživač. 
Pomorac od 16. godine. Od 1675. – 1678. povremeno se bavi piratstvom u Karipskomu moru. Nakon kratka boravka u Engleskoj, između 1678. i 1691. uglavnom kao pirat plovio duž zapadne obale Južne Amerike i po Tihom oceanu. U Engleskoj objavljuje svoja zapažanja s putovanja u djelima: Putovanje oko svijeta i Putovanja i opisi koja pobuđuju zanimanje. Stoga mu je 1699. povjereno zapovjedništvo nad engleskim istraživačkim brodom Roebuck, kojim je istražio i kartirao sjeverozapadnu obalu Australije, dio obale Nove Gvineje; otkrio glavni otok Bismarckova otočja, nazvavši ga New Britain. Po povratku je optužen za okrutnost. Zapovijedao je ekspedicijom (1703. – 1707.) po južnom Pacifiku, tijekom koje je 1704. škotski mornar Alexander Selkirk, nakon svađe s nadređenim, ostavljen na otočju Juan Fernández. Po povratku, Dampier je ponovno okrivljen za okrutnost. Na svojoj zadnjoj plovidbi (1708. – 1711.), bio je pilot Woodesa Rogersa; tijekom te plovidbe spašen je A. Selkirk. Unatoč kontroverznoj karijeri, ostavio je vrijedne zapise. Po njemu su nazvani poluotok Dampier Land i Dampierovo otočje u sjeverozapadnoj Australiji, te dva morska prolaza uz Novu Gvineju i u Bismarckovu otočju.

## Vanjske poveznice
- Djela William Dampier na Projekt Gutenbergu